# Månens atmosfære
Månens atmosfære er så tynd, at Månen i de fleste tilfælde betragtes som atmosfæreløs. Atmosfæren på Månen har så lav densitet, at de forskellige molekyler praktisk talt ikke reagerer med hinanden, men i stedet bevæger sig i små hop over Månens overflade. Derfor giver det mere mening at sammenligne Månens atmosfære med Jordens exosfære, hvor molekyler kan opnå tilstrækkelig fart til at kunne undslippe Jordens tyngdekraft. Månens atmosfære har et tryk på 3×10-10 Pa imod Jordens 1013,25 hPa.

## Sammensætning
Månens atmosfære er blevet analyseret med spektroskopi hvor man fandt natrium og kalium, og Lunar Prospectors alfapartikel-spektrometer hvor man fandt isotoperne radon-222 og polonium-210. Detektorer blev også opstillet af Apollo-astronauterne og de opfangede helium-4, argon-40, ilt, metan, kvælstofgas (N2), kulilte og kuldioxid.
Der er mest argon og helium i månens atmosfære, med henholdsvis 40.000 molekyler pr. cm3 og 2.000-40.000 molekyler pr. cm3.

## Atmosfærens dannelse
Specielt radon-222 og polonium-210 kommer fra radioaktivt henfald af uran-238 i Månens skorpe og kappe. Bombardement af mikrometeoroider, solvinden og sollys bidrager også til atmosfæren ved at rive atomer løs fra månens overflade. Da Månen har en undvigelseshastighed på 1,62 km/s "fordamper" atmosfæren hele tiden, desuden bliver atmosfæren også "blæst væk" af solvinden. Derfor ville Månens atmosfære meget hurtigt forsvinde uden konstant gendannelse.